# Glazier
Glazier es un lugar designado por el censo ubicado en el condado de Hemphill en el estado estadounidense de Texas. En el Censo de 2020 tenía una población de 60 habitantes y una densidad poblacional de 18,02 habitantes por km². Fue incluido como CDP en el censo de 2020.

## Geografía
Glazier se encuentra ubicado en las coordenadas 36°0′49″N 100°16′13″O / 36.01361, -100.27028. Según la Oficina del Censo de los Estados Unidos,  tiene una superficie total de 3,33 km², todos correspondientes a tierra firme.